# Cap de Fisterra
El cap de Fisterra (en gallec: cabo Fisterra) és un promontori de granit d'una alçada de 600 m situat al municipi (concello) de Fisterra, a la província de la Corunya, constituït per una península que penetra uns 3 km cap al mar.
Hi ha autors que identifiquen el cap de Fisterra amb l'antic Promontorio Nerio dels geògrafs romans, d'altres situen en aquest lloc l'Ara Solis, on els celtes practicaven el culte al Sol. Els romans creien que aquest era el punt més occidental del món conegut, es troba a les coordenades: 42° 55′ 28″ Nord i 09° 17′ 29″ W, però el cap Touriñán encara es troba més a l'oest.
El seu far, de base octogonal, va ser construït el 1853. La seva torre mesura 17 m i la seva llum queda situada a 143 m sobre el nivell del mar i abasta fins a 30 milles nàutiques. Com que a l'hivern hi ha molta boira se li afegí, el 1888, una sirena, que és coneguda amb el mal nom de la Vaca de Fisterre. El naufragi més greu en aquesta cosa va passar el 1870 quan s'enfonsà el vaixell anomenat Monitor Captain.

## Batalles del cap de Fisterra
Les tres batalles de combats navals entre el Regne Unit i França es coneixen amb el nom de la batalla del cap de Fisterra, i tingueren com escenari principal aquesta costa del sud-oest d'Europa.
- La primera batalla del cap de Fisterra va tenir lloc el 14 de maig de 1747, durant la guerra de successió austríaca amb victòria dels britànics comandats per l'almirall George Anson.

- La segona batalla va tenir lloc el 25 d'octubre de 1747, també amb victòria dels britànics comandats per Sir Edward Hawke.

- La tercera batalla del cap de Fisterra va tenir lloc el 22 de juliol de 1805, durant la guerra de la tercera coalició de les guerres napoleòniques. Els britànics van ser comandats pel vicealmirall Robert Calder i una flota hispanofrancesa va ser comandada per l'almirall Pierre Charles Silvestre de Villeneuve, el resultat no va ser concloent.

## Última etapa del Camí de Santiago
El cap de Fisterra actualment és la destinació final de molts pelegrins del Camí de Sant Jaume, es troba al voltant d'uns 90 km de Santiago de Compostel·la, si bé alguns pelegrins continuen fins a Muxía, que es troba a un dia de marxa més lluny.

## Galeria d'imatges

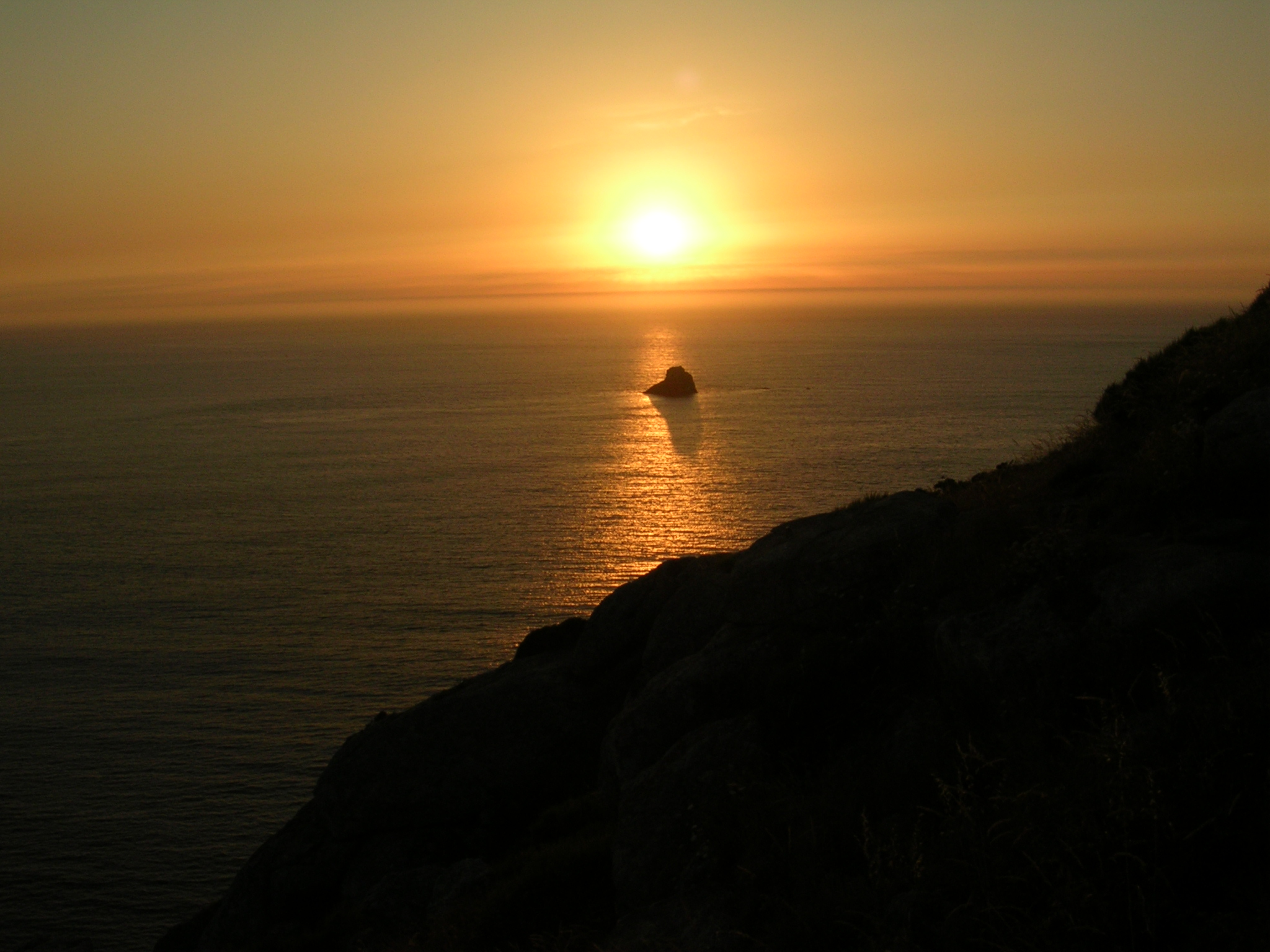
Sol de ponent en Fisterra.
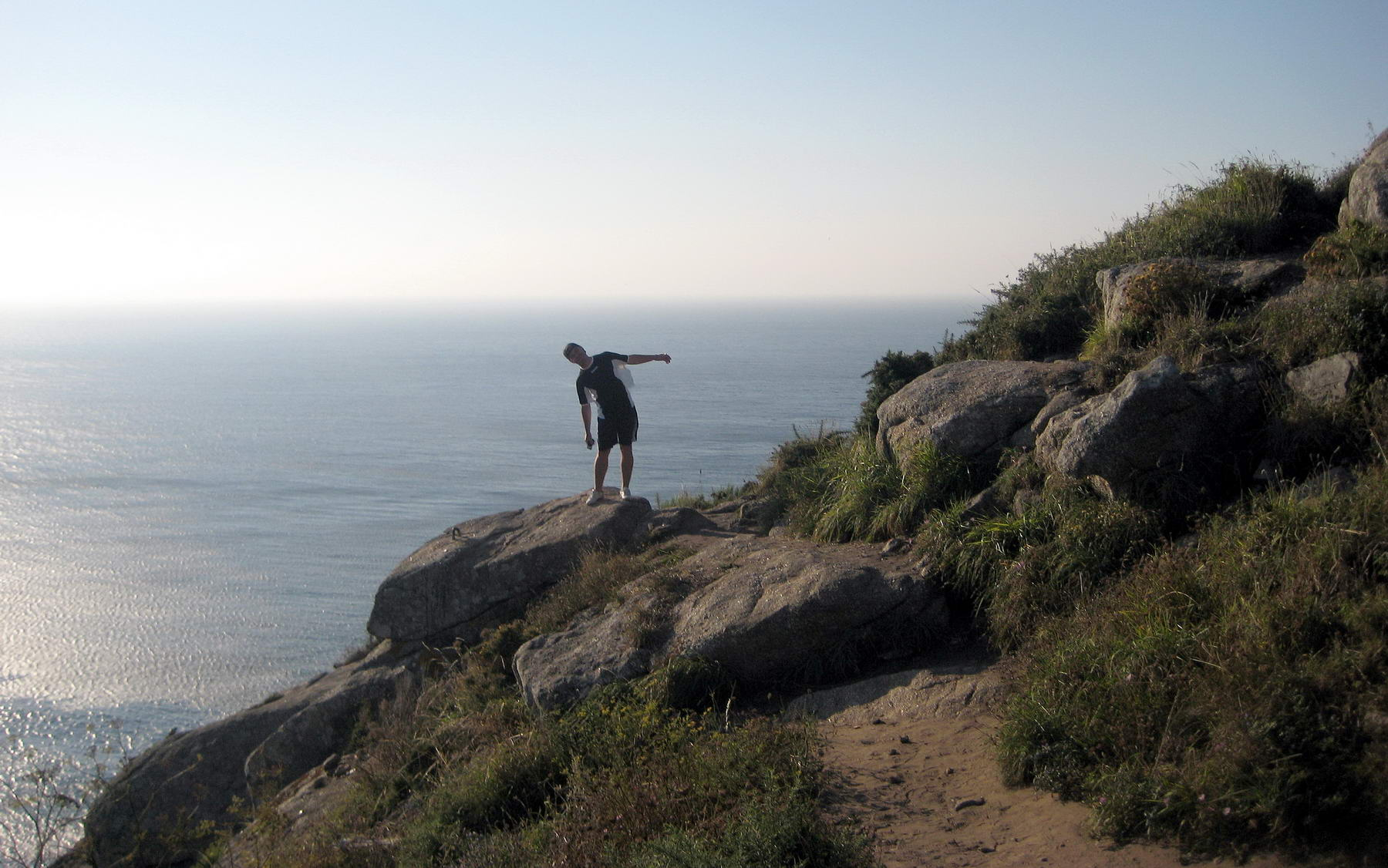
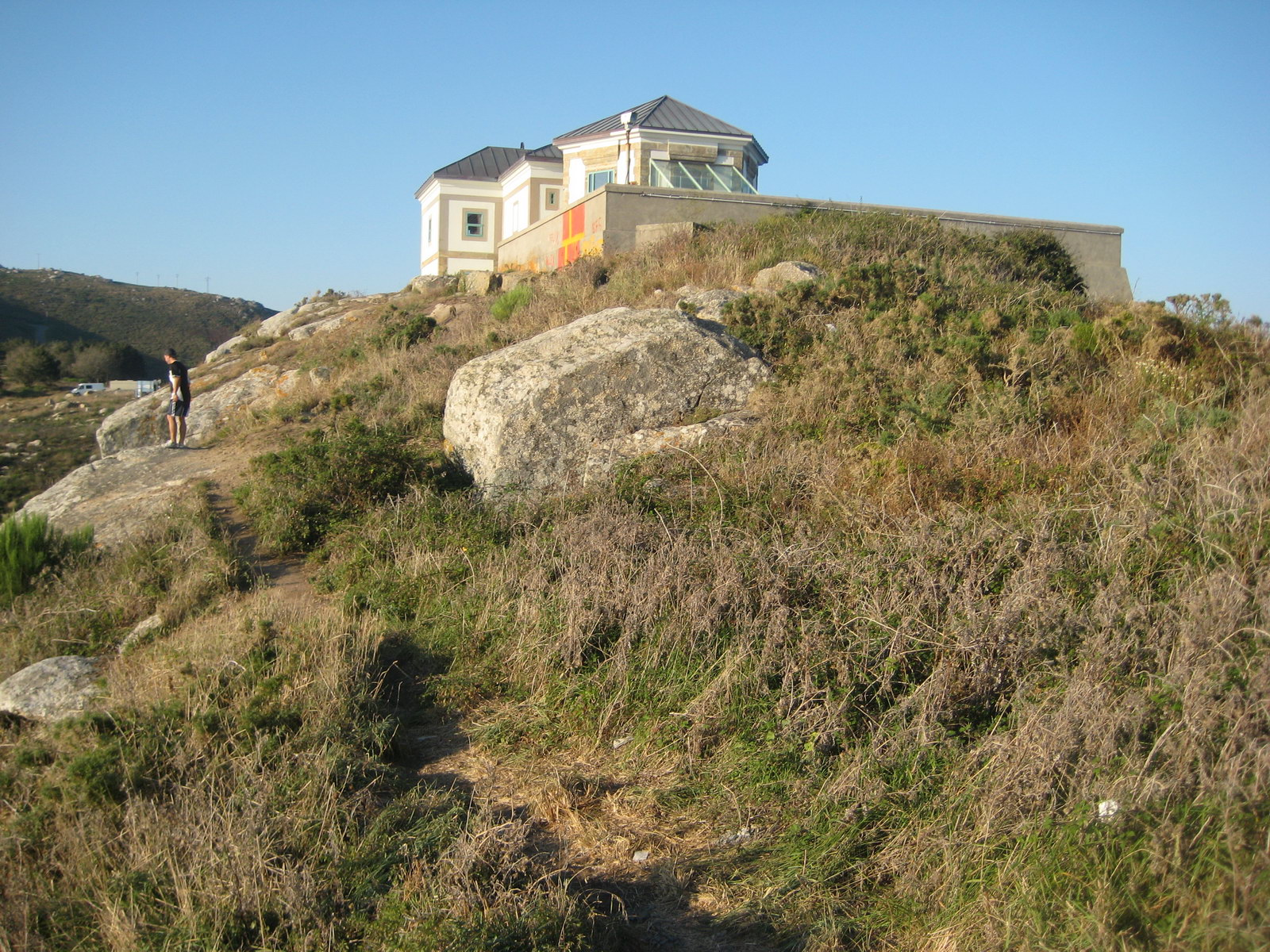
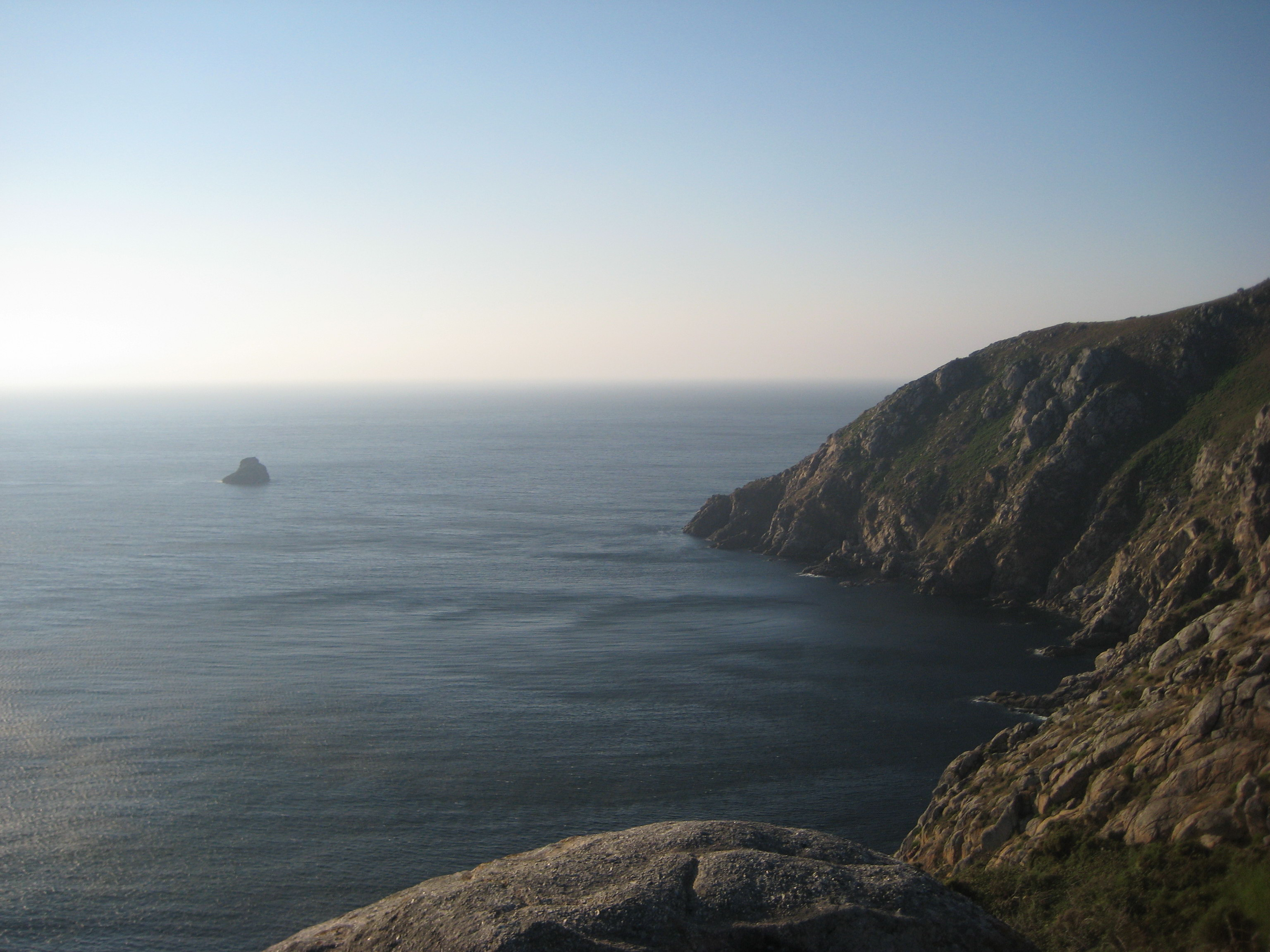
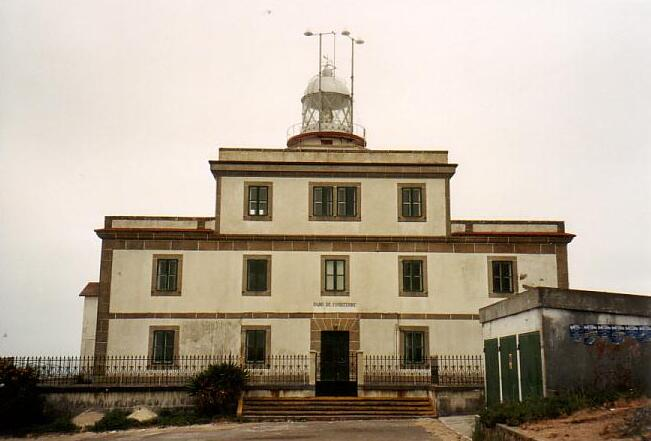
Far del cap de Fisterra
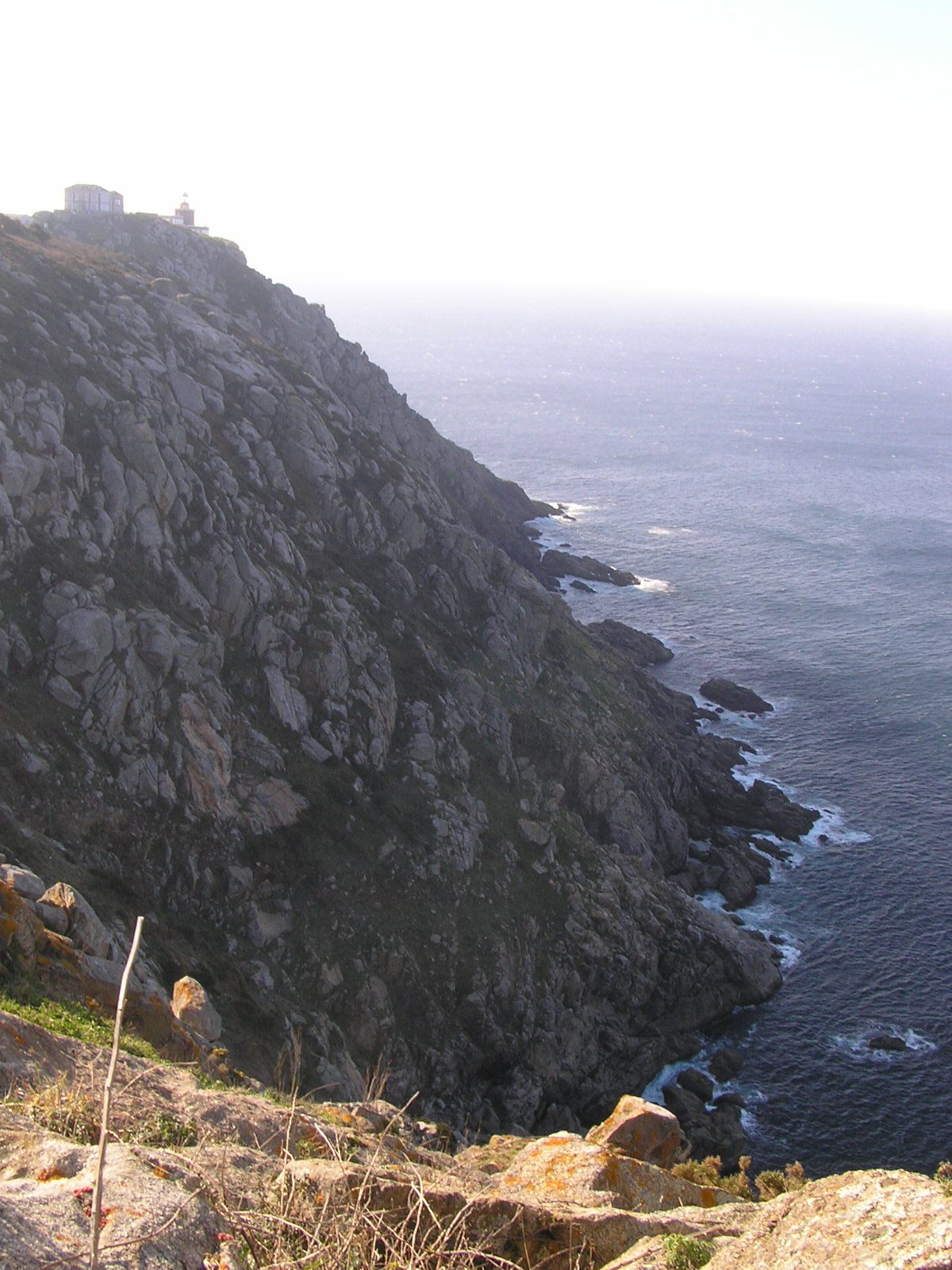
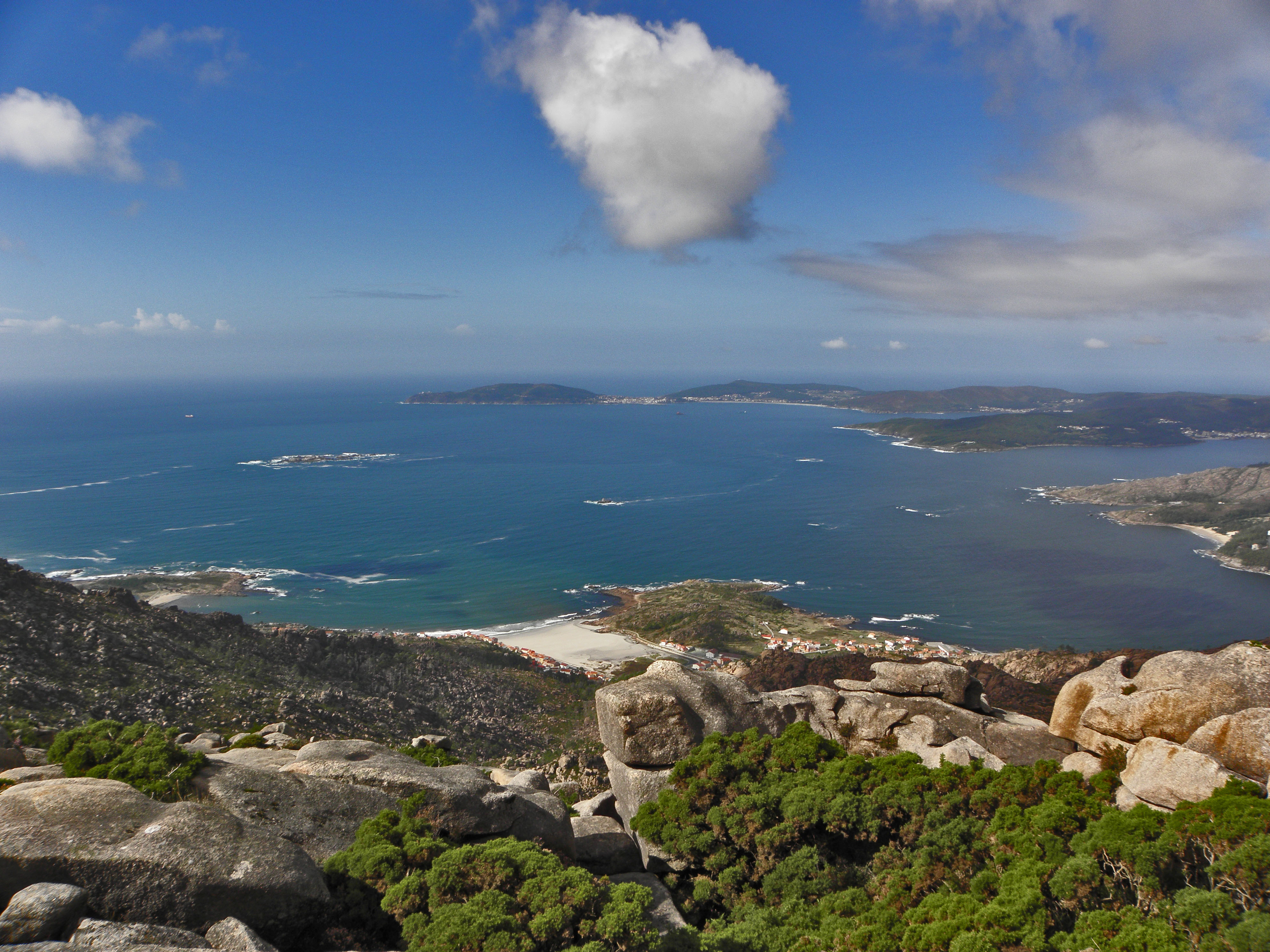
Cap de Fisterra des del mont Pindo